# National Collegiate Athletic Association
 (mai 2018).
Si vous disposez d'ouvrages ou d'articles de référence ou si vous connaissez des sites web de qualité traitant du thème abordé ici, merci de compléter l'article en donnant les références utiles à sa vérifiabilité et en les liant à la section « Notes et références ».
La National Collegiate Athletic Association, ou NCAA (que l'on prononce aussi « N-C-Double-A », « N-C-Two-A » ou « N-C-A-A » en anglais), est une association sportive américaine organisant les programmes sportifs de nombreuses grandes écoles et universités aux États-Unis. Elle est composée d'environ 1 200 volontaires individuels et collectifs (diverses institutions ou organisations). Son siège est situé à Indianapolis, dans l'Indiana. Dirigée par le président Myles Brand depuis 2003 jusqu'à son décès en septembre 2009, la NCAA constitue la plus grande organisation sportive universitaire du monde et, du fait de la très grande popularité des sports universitaires auprès des spectateurs aux États-Unis, elle tient sur la scène sportive américaine une place prépondérante, bien plus importante que les autres organisations sportives universitaires nationales dans leurs propres pays.

## Divisions
En août 1973, la NCAA a décidé de se structurer en trois divisions :
- Division I ;
- Division II ;
- Division III.

La Division I est composée de deux sous-divisions :
- NCAA Division I Football Bowl Subdivision (FBS) - anciennement Division I-A ;
- NCAA Division I Football Championship Subdivision (FCS) - anciennement Division I-AA.

Les universités membres des Divisions I et II peuvent offrir des bourses d'études à leurs athlètes tandis que celles de la Division III ne le peuvent pas.
Généralement, les plus importantes universités sont membres de la Division I tandis que les plus petites sont membres des Divisions II et III.

### Conférences
Les compétitions de la NCAA au sein des 3 divisions sont organisées autour de conférences lesquelles regroupent en moyenne une douzaine d'universités. 
Ces conférences varient en fonction des disciplines sportives et des compétitions masculines ou féminines.

## Historique
La NCAA a succédé à l'Intercollegiate Athletic Association of the United States (IAAUS), une association créée le 31 mars 1906 dans le but d'établir des règlementations concernant les sports amateurs aux États-Unis. La création de l'IAUSS est alors soutenue par le président Theodore Roosevelt, en réaction à l'augmentation alarmante du nombre d'accidents et de décès constatés dans la pratique du football universitaire. La IAAUS devient la NCAA en 1910.
Jusqu'aux années 1980, l'association ne sanctionnait que les compétitions masculines. À partir de 1982 toutefois, la NCAA se met à organiser dans chacune de ses divisions des compétitions et championnats nationaux d'athlétisme féminin, et ainsi, la plupart des membres de l'AIAW, l'équivalent féminin de la NCAA, rejoignent la NCAA.

## Fin de l'amateurisme et leNIL
Les compétitions sportives organisées par la NCAA ont longtemps été strictement amateurs, bien que le niveau y soient particulièrement élevé. Au sein des grandes universités, les étudiants-athlètes sont équipés et s’entraînent comme des professionnels notamment au football américain et basket-ball. Cependant, le principe d'amateurisme fut imposé par la NCAA, interdisait toute forme de rémunération aux étudiants-athlètes jusqu'en 2021. Aucune rémunération directe, mais la majorité des étudiants accédait à l'université par des bourses (scholarship en anglais). Une bourse finançant une année d'études, les frais de scolarité étant hors de porté de la plupart des étudiants-athlètes, pour des raisons financières. 
Le système permettait aux moins fortunés d'accéder à l'université, mais le plus souvent dans le seul espoir d'être remarqué et puis drafté par une des ligues professionnelles, les études étant au second plan. Les enjeux économiques étaient trop importants, les étudiants-athlètes stars et les universités en étaient les grands gagnants, tandis que la très grande majorité des étudiants-athlètes vivaient dans une situation précaire.
La question de la non-rémunération des étudiants-athlètes change quand l'État de Californie fait passer une loi en septembre 2019, donnant le droit aux étudiants-athlètes de jouir de leurs droits d'image ou encore d'être représenté par un agent dès 2023. Les règles de la NCAA en vigueur sanctionnaient tout étudiant-athlète tirant des revenus de leurs droits d'image par la perte de leur bourse et leur éligibilité sportive. Par la suite, une décision à l'unanimité de la Cour suprême des États-Unis du 21 juin 2021, statuant contre la NCAA sur sa position de monopole (« Antitrust »), confirme que la NCAA n'est pas en autorité d'imposer des restrictions sur l’indemnisation ou la rémunération des étudiants-athlètes.
Par conséquent, la NCAA a été contrainte de retirer ce même principe d'amateurisme en place depuis sa création. Dès lors, les étudiants-athlètes peuvent d’être rémunérés en vertu de leur nom, leur image ou de toute forme de ressemblance (en anglais NIL : Name, Image and Likeness) depuis le 1er juillet 2021. Les athlètes-étudiants peuvent désormais conserver leur bourse et leur éligibilité sportive, en plus des revenus potentiels provenant de leurs droits à l'image.
En juin 2025, dans le cadre de l'action collective « House v. NCAA » : la juge fédérale, Claudia Wilken, autorise les universités à rémunérer directement leurs étudiants-athlètes. Applicable dès le 1er juillet 2025, les universités de l'élite (FBS) peuvent avoir une masse salariale allant jusqu’à 20,5 millions de dollars par an, pour l’ensemble de leurs étudiants-athlètes. Un changement majeur du statut des étudiants-athlètes qui désormais sont aussi des salariés de leur université.

## Présidents de la NCAA
Les présidents de la NCAA sont appelés directeur exécutif (executive director) jusqu'en 1998.
- Walter Byers : 1951–1988
- Dick Schultz : 1988–1993
- Cedric Dempsey : 1993–2002
- Myles Brand : 2003–2009 (décédé pendant son mandat)
- Jim Isch (interim) 2009–2010[7]
- Mark Emmert (en) : 2010–2023
- Charlie Baker : depuis 1er mars 2023

## Organisation sportive
Les championnats s'organisent en divisions autour des 25 disciplines sportives suivantes, celles-ci pouvant être différentes pour les femmes (F) ou les hommes (H). Trois championnats ont un format mixte, dans lequel hommes et femmes s'affrontent pour un seul championnat par équipe.
- Athlétisme (H, F) ;
- Aviron (F) ;
- Baseball (H) ;
- Basket-ball (F, H) ;
- Beach-volley (F) ;
- Bowling (F) ;
- Cross-country (F, H) ;
- Crosse (H, F) ;
- Escrime (F, H) ;
- Football  (soccer) (F, H) ;
- Football américain (H) ;
- Golf (F, H) ;
- Gymnastique (F, H) ;
- Hockey sur gazon (F) ;
- Hockey sur glace (F, H) ;
- Lutte (F, H) ;
- Natation et plongeon (F, H) ;
- Ski (mixte) ;
- Softball (F) ;
- Tennis (F, H) ;
- Tir (mixte) ;
- Volleyball (F, H) ;
- Water-polo (F, H).

Lors du championnat de ski, les universités ont des équipes masculines et féminines distinctes, et toutes les courses impliquent des personnes du même sexe. Lors du championnat de tir, hommes et femmes concourent sur un pied d'égalité.
En escrime, des championnats par équipes distincts pour les hommes et les femmes ont eu lieu de 1982 à 1989, mais ont été combinés en un seul championnat par équipes mixte en 1990. Le format mixte s'est poursuivi jusqu'en 2025, après quoi des championnats distincts pour les hommes et les femmes ont été rétablis. Même à l'époque où le championnat était mixte, tous les combats impliquaient des membres du même sexe.